# 우시쿠시

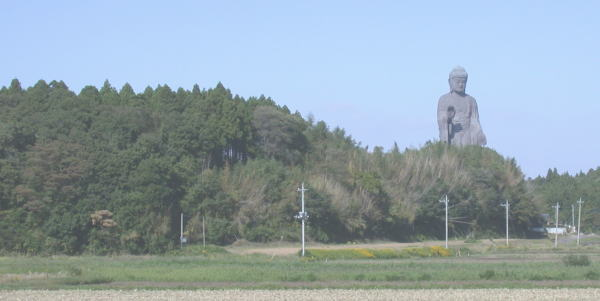
우시쿠 대불

우시쿠시(일본어: 牛久市)는 일본 이바라키현 남부에 있는 시이다. 과거 이나시키군에 속했고, 현청 소재지 미토시에서 60km, 도쿄 도심에서 약 50km 정도 떨어진 위치에 있고 우시쿠역 주변은 주택 지역으로 택지 개발이 진행되어 인구가 증가했다. 동부에는 세계에서 제일 높은 불상인 우시쿠 대불이 있다.

## 지리
북서부에서 남동부에 걸쳐 오노강이 흐르고 동부에서 옷토강, 가쓰라가와강과 합류한다. 또 서부는 우시쿠늪과 일부 접한다. 충적 저지와 간토 롬층으로 이루어진 홍적대지의 2층 구조 지형이 특징이다. 저지와 대지의 고도는 각각 5m에서 25m 정도로 약간의 기복은 있지만 평야의 범위 내이다.

## 역사
- 1889년 4월 1일 - 정촌제가 시행되어 가와치군 우시쿠촌이 설치되었다.
- 1896년 3월 29일 - 가와치군이 시다군과 합병하여 이나시키군이 되었다.
- 1896년 12월 25일 - 우시쿠역이 개설되었다.
- 1954년 1월 1일 - 정으로 승격하여 우시쿠정이 되었다.
- 1954년 4월 1일 - 오카다촌과 합병하였고 새로운 정명은 우시쿠정으로 하였다.
- 1955년 2월 10일 - 이나시키군 오쿠노촌을 편입하였다.
- 1986년 6월 1일 - 시로 승격하여 우시쿠시가 되었다.

## 자매 도시
- 오스트레일리아 뉴사우스웨일스주 오렌지[1]

## 교통

### 철도
- 동일본 여객철도 조반선

### 도로
- 국도 제6호선
- 국도 제408호선

## 인구
| 연도 | 인구   | ±%      |
| ---- | ------ | ------- |
| 1920 | 9,589  | —       |
| 1930 | 10,108 | +5.4%   |
| 1940 | 10,994 | +8.8%   |
| 1950 | 15,176 | +38.0%  |
| 1960 | 16,131 | +6.3%   |
| 1970 | 19,372 | +20.1%  |
| 1980 | 40,164 | +107.3% |
| 1990 | 60,693 | +51.1%  |
| 2000 | 73,258 | +20.7%  |
| 2010 | 81,694 | +11.5%  |